# خط طول 52° غرب
خط طول 52° غرب هو أحد خطوط الطول الجغرافية، والتي تمتد من القطب الشمالي الجغرافي إلى القطب الجنوبي الجغرافي، وحسب التحويل الزمني يتأخر خط طول 52° غرب عن خط غرينتش بـ3 ساعات و28 دقيقة.

## من القطب إلى القطب
ينطلق خط طول 52° غرب من القطب الشمالي نحو القطب الجنوبي مرورا بالمناطق التي ترد في الجدول التالي:
| الإحداثيات                         | البلد أو الإقليم أو البحر | ملاحظات |
| ---------------------------------- | ------------------------- | --- |
| 90°0′N 52°0′W / 90.000°N 52.000°W  | المحيط المتجمد الشمالي    | |
| 83°38′N 52°0′W / 83.633°N 52.000°W | بحر لنكولن                | |
| 82°16′N 52°0′W / 82.267°N 52.000°W | جرينلاند                  | Castle Island, Hendrik Island و the mainland |
| 71°6′N 52°0′W / 71.100°N 52.000°W  | مضيق أوماناك              | |
| 70°58′N 52°0′W / 70.967°N 52.000°W | جرينلاند                  | Appat Island |
| 71°6′N 52°0′W / 71.100°N 52.000°W  | مضيق أوماناك              | |
| 70°52′N 52°0′W / 70.867°N 52.000°W | جرينلاند                  | Nuussuaq Peninsula |
| 70°1′N 52°0′W / 70.017°N 52.000°W  | Sullorsuaq Strait         | |
| 69°48′N 52°0′W / 69.800°N 52.000°W | جرينلاند                  | جزيرة ديسكو |
| 69°33′N 52°0′W / 69.550°N 52.000°W | خليج ديسكو                | |
| 68°37′N 52°0′W / 68.617°N 52.000°W | جرينلاند                  | |
| 64°7′N 52°0′W / 64.117°N 52.000°W  | المحيط الأطلسي            | |
| 4°41′N 52°0′W / 4.683°N 52.000°W   | فرنسا                     | غويانا الفرنسية |
| 3°37′N 52°0′W / 3.617°N 52.000°W   | البرازيل                  | أمابا بارا — من 1°10′S 52°0′W / 1.167°S 52.000°W ماتو غروسو — من 9°45′S 52°0′W / 9.750°S 52.000°W غوياس — من 15°51′S 52°0′W / 15.850°S 52.000°W ماتو غروسو دو سول — من 18°58′S 52°0′W / 18.967°S 52.000°W ساو باولو (ولاية) — من 21°31′S 52°0′W / 21.517°S 52.000°W بارانا (ولاية) — من 22°33′S 52°0′W / 22.550°S 52.000°W سانتا كاتارينا — من 26°35′S 52°0′W / 26.583°S 52.000°W ريو غراندي دو سول — من 27°23′S 52°0′W / 27.383°S 52.000°W, مرورا عبر لاغوا دوس باتوس |
| 32°5′S 52°0′W / 32.083°S 52.000°W  | المحيط الأطلسي            | |
| 60°0′S 52°0′W / 60.000°S 52.000°W  | المحيط الجنوبي            | |
| 76°54′S 52°0′W / 76.900°S 52.000°W | القارة القطبية الجنوبية   | المطالب الإقليمية بالقارة القطبية الجنوبية by both الأرجنتين (المقاطعة الأرجنتينية بالقارة القطبية الجنوبية) و المملكة المتحدة (المقاطعة البريطانية بالقارة القطبية الجنوبية) |